# Nacha Regules
Nacha Regules es una novela social del escritor argentino Manuel Gálvez (Paraná, Entre Ríos, 18 de julio de 1882 – Buenos Aires, 14 de noviembre de 1962). Originalmente, fue publicada por entregas en el diario socialista La Vanguardia. Ediciones Pax realizó la primera edición completa en 1919.
La novela narra el romance platónico entre Ignacia "Nacha" Regules, una mujer empujada a la prostitución por la necesidad y la presión social, y Fernando Monsalvat, un abogado mortificado por la culpa de clase, el cual ve en la salvación de Nacha la oportunidad para concretar sus ideas de reforma social. Se trata de una continuación de la novela anterior de Gálvez, El mal metafísico, en tanto nos narra la continuación de la historia de Nacha tras abandonar a Carlos Riga.
Fue en vida su novela más exitosa, llegando a vender más de 100.000 ejemplares, contando con once ediciones en castellano y otras diecisiete en países extranjeros. En 1924 se estrenó una versión teatral escrita por el mismo Gálvez, y en 1950 se realizó la versión fílmica del mismo nombre dirigida por Luis César Amadori.
La novela se inspira en la tesis con la que Gálvez se recibió de doctor en jurisprudencia por la Universidad de Buenos Aires, titulada "Trata de blancas". 

## Argumento
La novela se ambienta en la Buenos Aires del Centenario, marcada por el contraste entre el optimismo y la vida suntuosa de las clases dirigentes liberales, y la vida precaria e indigna a la que se veían empujadas las personas humildes. 
La historia comienza en lo que Gálvez describe como un común cabaret porteño, animado por una orquesta típica y por la presencia de prostitutas aludidas bajo el eufemismo de "mujeres de la vida", destinadas a entretener a los jóvenes de la clase alta de la ciudad. También componente habitual es la presencia de jóvenes patoteros dispuestos a irse a las armas al primer roce, que ellos mismos suelen forzar para ganar estatus vía el miedo y la violencia. En este escenario se nos presenta a un hombre solitario y melancólico, que se limita a observar a una joven mujer que concurre al baile acompañando al brutal y temido líder de patota, el Pampa Arnedo. Esta mujer, Nacha, se encuentra igualmente melancólica e incapaz de disimular su tristeza, por lo cual se ve increpada y públicamente maltratada por Arnedo. Tras este incidente, el hombre melancólico se levanta e intenta interceder en favor de Nacha, la cual no corresponde a la inesperada ayuda del extraño, que resulta ser el doctor Monsalvat.
A continuación, se nos relata que Fernando Monsalvat solía ser un hombre que no vacilaba en sus decisiones, no cuestionaba su posición ni consideraba la situación de los carenciados. La posición de su padre le había garantizado la educación y las rentas suficientes para vivir una vida confortable y de prestigio, con lo cual se había habituado a frecuentar los círculos de la oligarquía y la bohemia porteñas, como también a viajar a países europeos en condición de cónsul. Sólo por la incomodidad y la exclusión vividas bajo su condición de hijo bastardo, fue Monsalvat capaz de reparar en la hipocresía de la alta sociedad. Esta crítica se dirigió a su propio egoísmo e insensibilidad a los problemas sociales en el momento en que presenció una movilización obrera ser ferozmente reprimida por las fuerzas de la policía (probable alusión a la Semana Roja de 1909). Desde entonces, abandonó sus ocupaciones previas y se dedicó a comulgar con la gente del bajo pueblo, buscando un nuevo propósito en la vida. Fue en ese contexto que acudió al cabaret donde divisó por primera vez a Nacha.
Deambulando perdido por las calles, se topa Monsalvat con su amigo Amílcar Torres, quien le narra la historia de Ignacia "Nacha" Regules. Su ruina comenzó cuando se escapó con uno de los estudiantes universitarios que vivía en la pensión de su madre, el cual la acabó abandonando embarazada de un bebé que murió en el parto. Humillada como para volver a su casa, pero dispuesta a mantener su buen nombre, pasó por varias clases de trabajos, uno más precario que el otro, teniendo que evitar la tentación de obtener dinero rápido a través de la prostitución. Esto ya sea por las insinuaciones de patrones y clientes, o por el poder de atracción letal que ejercían los burdeles para todas las mujeres pobres de los suburbios de Buenos Aires.

Fue doble el padecimiento de Monsalvat al conocer la identidad del acompañante de Nacha, pues había sido el mismo Arnedo el responsable de "perder" a la propia hermana del protagonista en la prostitución, tras lo cuál ni él ni su madre habían tenido noticias de ella. 
- Datos: Q6037115